# Hermann Kriebel
Hermann Kriebel (1876 - 1941) est un militaire allemand et un des premiers adhérents du parti nazi.

## Biographie
Hermann Kriebel était un lieutenant-colonel qui devint officier pour le compte de la Bavière. Fervent nationaliste, il aurait dit au 11 novembre 1918, devant la commission pour la paix : « Nous vous reverrons dans 20 ans ! »
Il lutta avec les Freikorps contre la révolution spartakiste. En 1923 il devint le chef du Kampfbund, une ligue patriotique qui incluait la SA, la ligue Oberland, et le Reichskriegflagge.
Kriebel fut avec Adolf Hitler et Erich Ludendorff, un des acteurs principaux du putsch de la Brasserie. Il fut emprisonné avec Hitler à Landsberg jusqu'en décembre 1924.
Après sa captivité, il maintint ses liens avec Hitler et la ligue Oberland, mais fut écarté des hautes sphères du parti nazi. Il fut nommé consul général allemand à Shanghai, mais fut rapidement remplacé à cause de son manque de diplomatie.